# GameFront
GameFront est un site web de jeux vidéo qui fournit aux utilisateurs des correctifs, des démos, des modifications et d'autres contenus liés aux jeux, générés par les utilisateurs. En outre, le site propose un contenu éditorial autour de la communauté des moddeurs et de l'industrie du jeu au sens large.
En avril 2016, le site a fermé ses portes. DBolical Pty a racheté GameFront et a relancé le site web en mars 2018,

## Historique
Le 6 janvier 2009, UGO Networks a acquis 1UP.com. FileFront ne faisait pas partie de l'achat et est devenu une partie du réseau numérique de PC Magazine.
En mars 2008, Ziff Davis Media est entré dans le chapitre 11 de la protection contre les faillites. Le 26 mars 2009, Ziff Davis Media a annoncé que les opérations du site FileFront devaient être suspendues indéfiniment le 30 mars 2009. Tout le personnel de la division FileFront de Ziff Davis a été licencié à ce moment-là.
Le 11 février 2010, Break Media a acquis FileFront.
Le 14 avril 2016, GameFront a annoncé que le site fermerait le 30 avril 2016. En août 2016, DBolical Pty Ltd., propriétaire de ModDB, a acquis GameFront et, le 11 mars 2018, a officiellement relancé le site web avec une grande partie de son contenu original ainsi que de nouvelles fonctionnalités,.